# Wyszyna Fałkowska
Wyszyna Fałkowska – wieś sołecka w Polsce, położona w województwie świętokrzyskim, w powiecie koneckim, w gminie Ruda Maleniecka.
W latach 1975–1998 miejscowość administracyjnie należała do województwa kieleckiego.
| SIMC    | Nazwa     | Rodzaj    |
| ------- | --------- | --------- |
| 0266749 | Huby      | część wsi |
| 1018090 | Resztówka | część wsi |

Wierni Kościoła rzymskokatolickiego należą do parafii Zwiastowania NMP w Rudzie Malenieckiej.

## Historia
Słownik Królestwa Polskiego daje wspólny opis trzech wsi Wyszyn, których nazwy po kilku wiekach brzmią – Wyszyna Fałkowska, Wyszyna Machorska i Wyszyna Rudzka, ale w XVI w. nazywane „Wola Wyszyńska” i „Wyszynka”, także „Wyszyna Górna”, trzy przyległe wsie i folwarki w powiecie koneckim, gminie Ruda Maleniecka, parafii Lipa, odległe od Końskich 16 wiorst.
W roku 1895: Wyszyna Rudzka miała 14 domów, 154 mieszkańców, 240 mórg dworskich, 111 mórg włość. W 1827 r. Wyszyna Górna miała 14 domów, 101 mieszkańców’ Wyszyna Fałkowska ma 15 domów, 173 mieszkańców, 193 mórg włość. W 1827 r. było 12 domów, 90 mieszkańców Wyszyna Machorska miała 21 domów, 126 mieszkańców, 86 mórg dworskich, 187 mórg włościańskich. W 1827 r. było 5 domów, 45 mieszkańców
W połowie XV w. istniały wsie: „Wyszyna”, „Wyszyna Fałkowska”, „Wyszyna Górna”, w parafii Lipa. Dawały dziesięcinę prebendzie turebskiej (Długosz L.B. t.I s.351). Liber beneficiorum Łaskiego (t.I s.598) wymienia w parafii Lipa wsi: „Wyssynka et alia Wyssynka” a dalej w opisie szczegółowym wsi parafialnych wymienia tylko: „Vyssynka Mnowsky”, z której dziesięcinę, wartości 1 grzywny pobierał pleban w Lipie.

W registrze poborowym z r. 1577 opisane jako w parafii Lipa, wsie: „Wolia Wyszyńska”, w której Anna Giżycka płaci od 2½ łana, „Wyszynka Jaszinki”, w niej Zelieńska od 1 łanu i Wyszynka Mniowski, w niej płaci Wyszyński od 1 łanu, 3 zagrodników z rolą, 1 zagrodnika bez roli (Pawiński, Kod.Mał. s.290).